# Співосадження

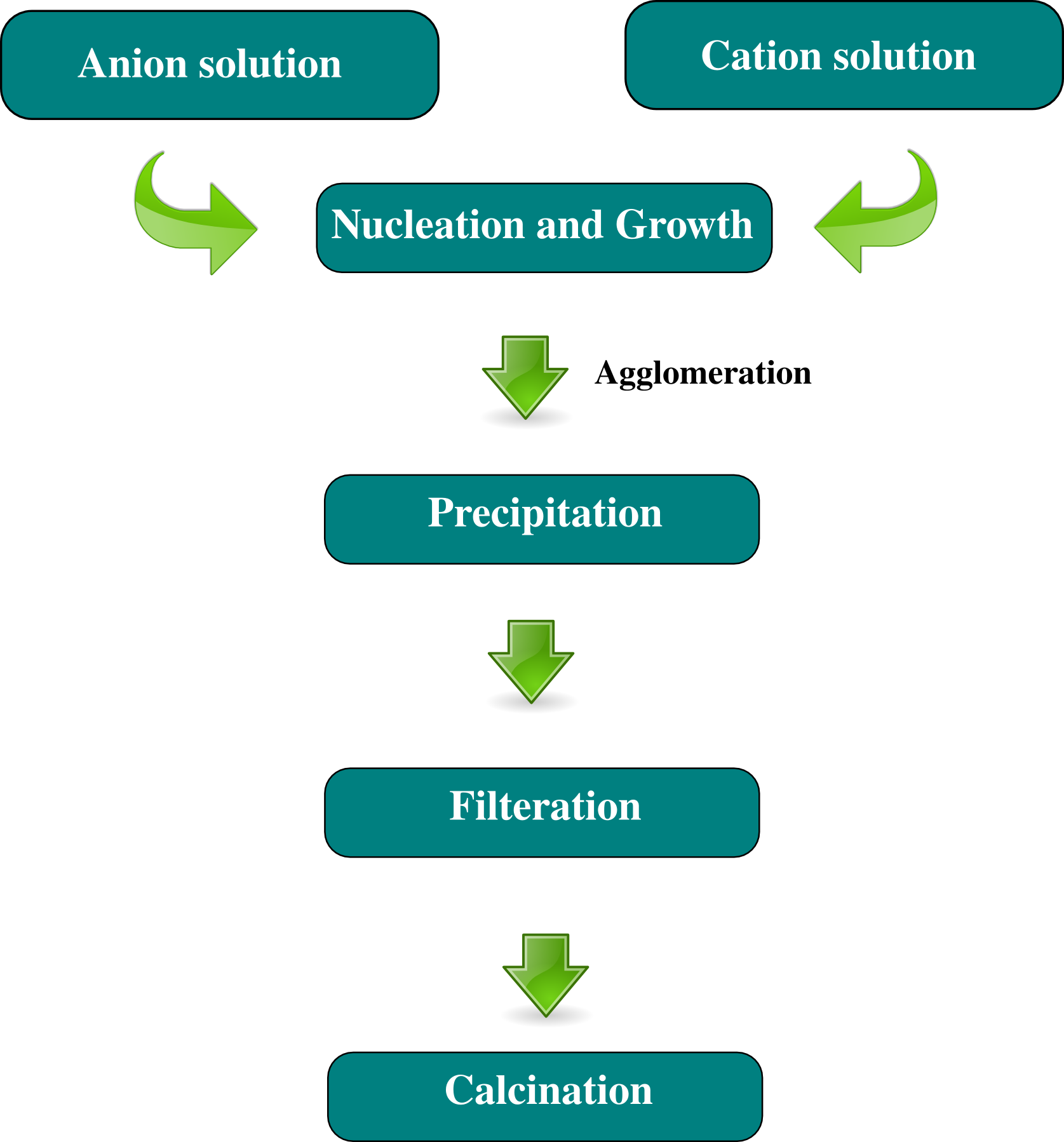
Типовий метод співосадження для мікро- і наночастинок синтезу

Співосадження (рос. соосаждение, англ. coprecipitation) — захоплення іншого компонента з середовища на поверхню твердої фази осаду основного компонента або в його об'єм при осадженні. Відбувається внаслідок утворення змішаних кристалів, адсорбції, оклюзії чи механічного захоплення.